# Élection présidentielle béninoise de 2001
L'élection présidentielle béninoise de 2001 a lieu le 4 mars 2001 avec un second tour le 18 mars 2001 afin d'élire le Président de la République du Bénin. Elle voit la réélection du président sortant Mathieu Kérékou pour un second mandat consécutif.
Le rival de Kérékou, Nicéphore Soglo, président entre 1991 et 1996, échoue dans sa tentative de reconquête de la présidence. Bien que qualifié pour le second tour, Soglo refuse de participer à ce dernier, alléguant une fraude électorale. Le président du Parlement Adrien Houngbédji, arrivé en troisième place, refuse également de participer au second tour pour les mêmes raisons. 
Kérékou affronte par conséquent le candidat arrivé en quatrième place, Bruno Amoussou, qui était alors Ministre d'État chargé de la planification et du développement prospectif, et qui avait déjà apporté son soutien à Kérékou pour le second tour. Kérékou remporte ainsi aisément la victoire, réunissant près de 84 % des voix.

## Résultats
| Candidats                | Candidats                | Partis                                                                 | Premier tour | Premier tour | Second tour | Second tour |
| Candidats                | Candidats                | Partis                                                                 | Voix         | %            | Voix        | %           |
| ------------------------ | ------------------------ | ---------------------------------------------------------------------- | ------------ | ------------ | ----------- | ----------- |
|                          | Mathieu Kérékou          | Front d'action pour le renouveau et le développement                   | 1 127 100    | 45,42        | 1 282 855   | 83,64       |
|                          | Nicéphore Soglo          | Renaissance du Bénin                                                   | 672 927      | 27,12        | Retrait     | Retrait     |
|                          | Adrien Houngbédji        | Parti du renouveau démocratique                                        | 313 186      | 12,62        | Retrait     | Retrait     |
|                          | Bruno Amoussou           | Parti social-démocrate                                                 | 213 136      | 8,59         | 250 940     | 16,36       |
|                          | Sacca Lafia              | Union pour la Démocratie et la Solidarité Nationale                    | 29 656       | 1,20         |             |             |
|                          | François-Xavier Loko     | Indépendant                                                            | 16 656       | 0,67         |             |             |
|                          | Soulé Dankoro            | Parti démocratique du Bénin                                            | 15 614       | 0,63         |             |             |
|                          | Adébayo Abimbola         | Rassemblement national pour la démocratie                              | 15 251       | 0,61         |             |             |
|                          | Wallis Zoumarou          | Union Nationale pour la Solidarité et le Progrès                       | 13 576       | 0,55         |             |             |
|                          | Rhétice Dagba            | Indépendant                                                            | 12 697       | 0,51         |             |             |
|                          | Marie-Elise Gbèdo        | Indépendant                                                            | 8 952        | 0,36         |             |             |
|                          | Léandre Djagoué          | Rassemblement des Démocrates Libéraux pour la Reconstruction nationale | 8 565        | 0,35         |             |             |
|                          | Lionel Agbo              | Congrès des Démocrates Africain                                        | 8 226        | 0,33         |             |             |
|                          | Gatien Houngbédji        | Union démocratique pour le développement Social et Economique          | 8 092        | 0,33         |             |             |
|                          | Olofindji Akandé         | Indépendant                                                            | 6 258        | 0,25         |             |             |
|                          | Sadikou Alao             | Alliance national pour une alternative démocratique                    | 6 223        | 0,25         |             |             |
|                          | François Kouyami         | Indépendant                                                            | 5 414        | 0,22         |             |             |
|                          |                          |                                                                        |              |              |             |             |
| Votes valides            | Votes valides            | Votes valides                                                          | 2 481 529    | 93,20        | 1 533 795   | 89,82       |
| Votes blancs et nuls     | Votes blancs et nuls     | Votes blancs et nuls                                                   | 181 066      | 6,80         | 173 809     | 10,18       |
| Total                    | Total                    | Total                                                                  | 2 662 595    | 100          | 1 707 604   | 100         |
| Abstention               | Abstention               | Abstention                                                             | 371 876      | 12,26        | 1 444 761   | 45,83       |
| Inscrits / participation | Inscrits / participation | Inscrits / participation                                               | 3 034 471    | 87,74        | 3 152 365   | 54,17       |